# Camptorrhinus
Camptorrhinus är ett släkte av skalbaggar. Camptorrhinus ingår i familjen vivlar.

## Dottertaxa tillCamptorrhinus, i alfabetisk ordning[1]
- Camptorrhinus affinis
- Camptorrhinus albizziae
- Camptorrhinus albocaudatus
- Camptorrhinus ambiguus
- Camptorrhinus amitinus
- Camptorrhinus antiquus
- Camptorrhinus artensis
- Camptorrhinus brevipes
- Camptorrhinus brullei
- Camptorrhinus brunneocaudatus
- Camptorrhinus brunneolateralis
- Camptorrhinus capucinus
- Camptorrhinus conradti
- Camptorrhinus crinipes
- Camptorrhinus doriae
- Camptorrhinus dorsalis
- Camptorrhinus dorsiger
- Camptorrhinus ephippiger
- Camptorrhinus erectisquamis
- Camptorrhinus euchromus
- Camptorrhinus fasciatus
- Camptorrhinus frater
- Camptorrhinus fuliginosus
- Camptorrhinus gracilipes
- Camptorrhinus griseus
- Camptorrhinus hoplocnemis
- Camptorrhinus humeralis
- Camptorrhinus hystrix
- Camptorrhinus indiscretus
- Camptorrhinus inferus
- Camptorrhinus inornatus
- Camptorrhinus interstitialis
- Camptorrhinus mangiferae
- Camptorrhinus nigronotatus
- Camptorrhinus notabilis
- Camptorrhinus perrieri
- Camptorrhinus pilipes
- Camptorrhinus porcatus
- Camptorrhinus posticalis
- Camptorrhinus pumilio
- Camptorrhinus quadrilineatus
- Camptorrhinus reversa
- Camptorrhinus reversus
- Camptorrhinus rubicundus
- Camptorrhinus sanguinolentus
- Camptorrhinus scrobicollis
- Camptorrhinus setiferus
- Camptorrhinus simplex
- Camptorrhinus squamosohirtus
- Camptorrhinus statua
- Camptorrhinus turbatus
- Camptorrhinus uniformis
- Camptorrhinus variabilis